# Tepelhoed

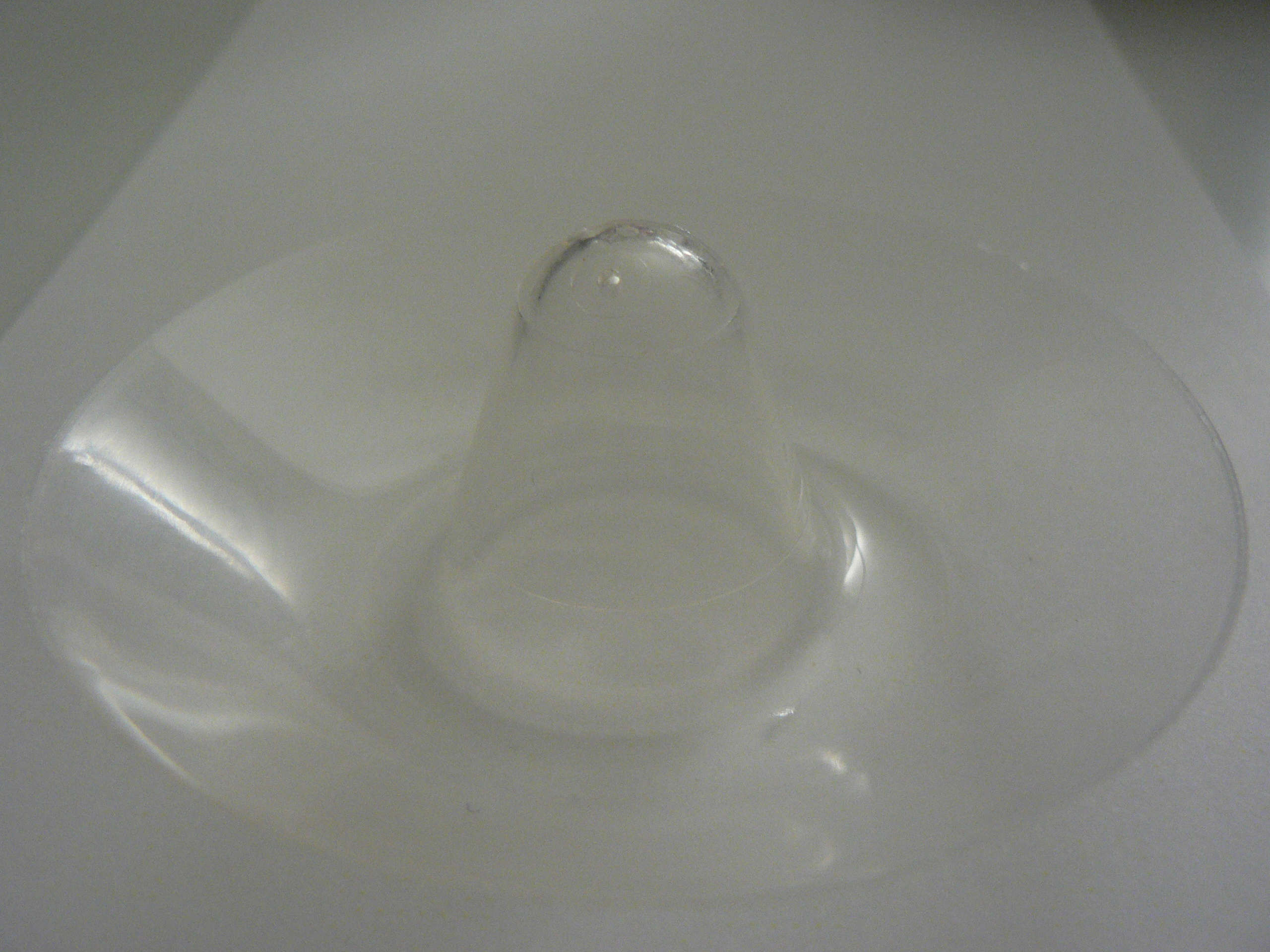
Vorm voor aanbrengen

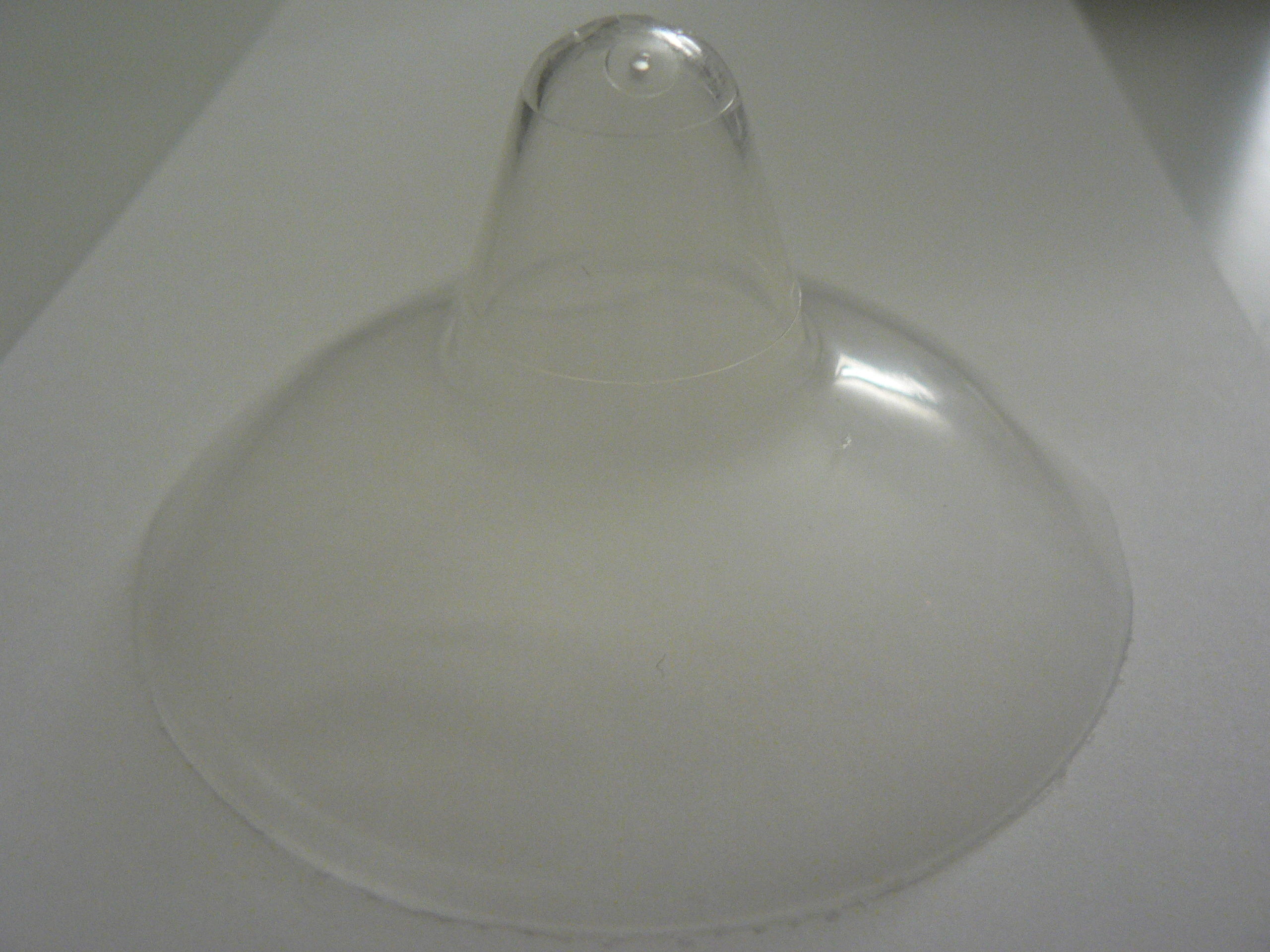
Vorm na aanbrengen

Een tepelhoed is een beschermhuls over de tepel die wordt gebruikt om tepelkloven tijdens de borstvoeding tegen te gaan. Moderne tepelhoeden worden gemaakt van zachte, dunne, flexibele siliconen, hebben de vorm van een sombrero en hebben een aantal gaten in de kegeltop om de moedermelk door te kunnen laten. Oudere tepelhoeden waren gemaakt van latex en hardere, dikkere plastic, en deden meer kwaad dan goed. Ten tijde van Shakespeare werd in zijn geboortestreek tepelhoeden van engeltjestin gemaakt.
Een tepelhoed beschermt niet tegen het bijten in tepels. Na afloop kan de tepelhoed nog een beetje melk bevatten wat kan nadruppelen.
Een tepelhoed is verkrijgbaar bij reguliere drogisterijen. Een tepelhoed dient regelmatig uitgekookt te worden vanwege hygiëne.
Een nadeel van een tepelhoedje kan zijn dat een baby niet goed leert zuigen, doordat hij niet voldoende vat krijgt op de tepel.

## Gebruik
Tepelhoeden worden gebruikt in verschillende situaties:
- Sommige vrouwen hebben kleine of naar binnen gekeerde tepels, waardoor de baby moeite heeft om erop te zuigen. Gebruiken van een tepelhoed maakt borstvoeding toch mogelijk totdat de zuigende werking van de baby de tepel uiteindelijk als het ware eruit trekt.
- Kleine, zwakke of zieke baby's hebben relatief meer moeite om via borstvoeding melk te krijgen. Een tepelhoed maakt het zuigen makkelijker en voorkomt dat de baby het zuigen opgeeft.
- Baby's die met de fles gevoed zijn sinds geboorte kunnen zodanig gewend zijn geraakt hieraan. Tepelhoeden lijken op flesvoeding, wat ondersteunt bij de overgang naar borstvoeding.
- De tepels van borstvoedende vrouwen kunnen pijnlijk aanvoelen of ontsteken door een verkeerde techniek voor borstvoeding. Gebruik van een tepelhoed kan ervoor zorgen dat de gebruikster toch kan doorgaan met borstvoeding, en haar tepels herstellen en/of haar borstvoedingtechnieken verbeterd zijn.
- Ze maken het eenvoudiger om de hoeveelheid melk te meten.
- Tepelhoeden kunnen ook gebruikt worden bij het kolven.

De meeste artsen en lactatie-deskundigen benadrukken dat tepelhoeden het beste voor een bepaalde tijd gebruikt worden, de doel zou zijn om ten slotte de gewone borstvoeding te oppakken. In het andere geval zou het einde van de borstvoeding eerder vallen. Het staat borstvoedende vrouwen echter vrij om tepelhoeden voor onbepaalde tijd te gebruiken.